# János Halász
Pour les articles homonymes, voir Halász.
Dans le nom hongrois Halász János, le nom de famille précède le prénom, mais cet article utilise l’ordre habituel en français János Halász, où le prénom précède le nom.
János Halász, né le 15 mai 1929 à Szeged en Hongrie et mort le 30 octobre 2017, est un joueur hongrois de basket-ball.

## Biographie
János Halász naquit le 15 mai 1929 à Szeged, en Hongrie.

Entre 1946 et 1948, il joua dans le club hongrois de Szegedi Postás. En 1949 le hongrois est transféré à l'équipe de Csepeli MTK. En 1953-1954, Halász fut joueur de la Szegedi Haladàs, puis en 1955-1956 de la Lokomotive de Budapest. Il joua dernièrement pour l'EAC de Szeged entre 1957-1962.

Il meurt le 30 octobre 2017, à l'âge de 88 ans.

## Palmarès
Il participa aux Jeux olympiques de 1948 et finit, avec l'équipe de Hongrie, 16ème.
Son équipe a terminé 5ème au championnat national l'année suivante et 6ème en 1950.
Pendant toute sa carrière de basketballeur, il a fait partie de l'équipe nationale à 54 reprises.